# Ekkehard Kohlhaas
Ekkehard Kohlhaas (* 30. März 1944 in Stuttgart; † 19. März 2017 in Bretten) war ein deutscher Bundesanwalt beim Bundesgerichtshof.

## Leben
Als Sohn des Bundesanwalts Max Kohlhaas besuchte Ekkehard Kohlhaas die Waldorfschule in Stuttgart. Nach dem Abitur studierte er ab dem Sommersemester 1963 Rechtswissenschaft an der Christian-Albrechts-Universität zu Kiel. Aus einer alten corpsstudentischen Juristenfamilie stammend, wurde er aktiv bei Palaiomarchia-Masovia, dem Kieler Corps seines Vaters und seines Bruders. Zum Wintersemester 1964/65 wechselte an die Albert-Ludwigs-Universität Freiburg. Im Sommer 1968 legte er dort das Erste Staatsexamen ab. 1971 wurde er auch Mitglied des Corps Palatia-Guestphalia. Nachdem er das Zweite Staatsexamen abgelegt hatte, trat er als Richter auf Probe in den Staatsdienst, zunächst am Amtsgericht Offenburg, dann am Landgericht Karlsruhe. Im März 1975 wurde er Staatsanwalt bei der Staatsanwaltschaft Karlsruhe. Im Juli 1976 wurde er an das Bundesjustizministerium in Bonn abgeordnet. Die Versetzung erfolgte 1978 und Kohlhaas wurde zum Regierungsdirektor ernannt. Mit einem Stipendium forschte er von August 1979 bis Juni 1980 an der Harvard Kennedy School. Den Abschluss machte er als Master of Public Administration (MPA). Nach dem Erfolg des Misstrauensvotums 1982 und der Niederlage der SPD in der Bundestagswahl 1983 übernahm er die Leitung des Büros des Fraktionsvorsitzenden Hans-Jochen Vogel. Hierzu wurde er vom Justizministerium zur SPD-Bundestagsfraktion beurlaubt.
Am 15. September 1985 trat Ekkehard Kohlhaas seinen Dienst bei der Bundesanwaltschaft an. Er wurde am 31. Mai 1986 zum Oberstaatsanwalt beim Bundesgerichtshof und vertrat die Bundesanwaltschaft in vielen, auch spektakulären Strafprozessen, so z. B. gegen Geheimdienstoffiziere des ehemaligen DDR-Ministeriums für Staatssicherheit (HVA). Außerdem war er Mitherausgeber des Heidelberger Kommentars zum Straßenverkehrsrecht. Am 9. Oktober 1996 wurde er zum Bundesanwalt ernannt und arbeitete in der Revisionsabteilung der Bundesanwaltschaft bis zur Pensionierung im Jahre 2009. Nach langer Krankheit starb Kohlhaas kurz vor seinem 73. Geburtstag.

## Werke
- mit Wolfgang Neumann, Michael Sauthoff: Heidelberger Kommentar zum Straßenverkehrsrecht, 13. Auflage. C.F. Müller Kommentar, ISBN 978-3-8114-3900-9